# زنجیربند

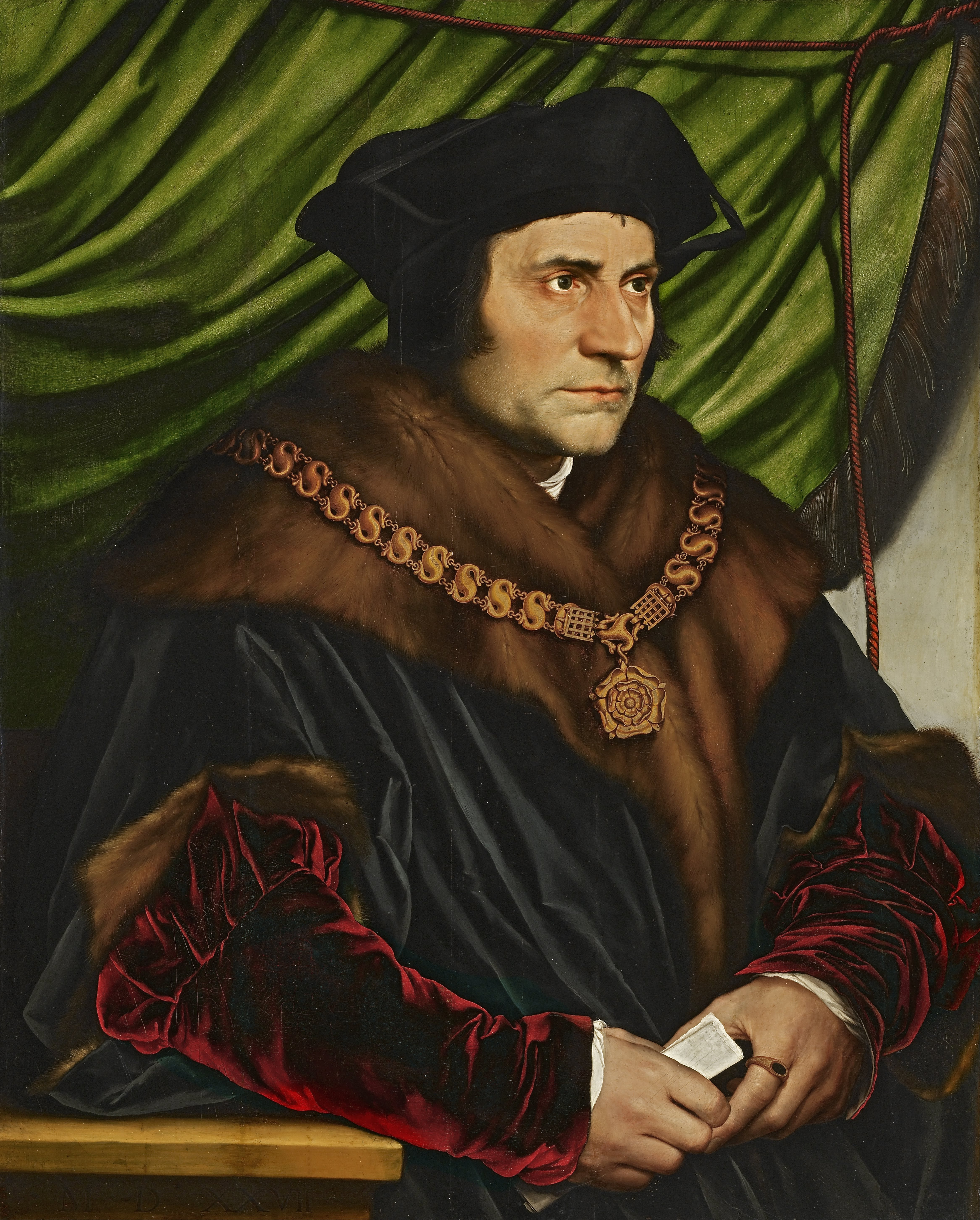
سر تامس مور با زنجیربند اسس بر گردن. از زنجیربند او «گل سرخ تیودور» آویزان شده که مربوط به هنری هشتم است. نقاشی از هانس هلباین پسر (۱۵۲۷).

زنجیربند (انگلیسی: Livery collar) طوقی زنجیرمانند، معمولاً از طلا، بود که از سده‌های میانه به بعد به عنوان نشان اداری یا نشان ضیافت یا انجمن دیگر در اروپا استفاده می‌شد. 
یکی از قدیمی‌ترین و شناخته‌شده‌ترین این نوع وسیله زینتی، زنجیربند اِسِس است که از قرن ۱۴ در انگلیس به‌طور مداوم مورد استفاده قرار گرفته است.